# Glen Buxton
Pour les articles homonymes, voir Buxton.
Glen Edward Buxton (10 novembre 1947 - 19 octobre 1997) est un musicien américain et guitariste du groupe original Alice Cooper. En 2003, Rolling Stone classe Buxton numéro 90 sur sa liste des 100 meilleurs guitaristes de tous les temps. En 2011, il est intronisé à titre posthume au Rock and Roll Hall of Fame en tant que membre du groupe Alice Cooper.
Glen meurt à l'âge de 49 ans de complications d'une pneumonie.

## Biographie

### Jeunesse
Né à Akron, Ohio, Buxton s'installe à Phoenix, en Arizona et en 1964, tout en fréquentant LA Cortez High School, Il fait ses débuts dans un groupe rock appelé "The Earwigs". Il est composé de collègues lycéens Dennis Dunaway et Vincent Furnier. Au début, Buxton est le seul qui peut jouer d'un instrument. Ils deviennent populaires localement et changent leur nom pour "The Spiders" en 1965 et plus tard  "The Nazz" en 1967. En 1968, pour éviter les enchevêtrements légaux avec un autre groupe appelé "Nazz" dirigé par Todd Rundgren, le groupe de Buxton change son nom pour "Alice Cooper".

### Alice Cooper
Buxton est le co-auteur de chansons à succès comme School's Out, I'm Eighteen, Elected et 10 Minutes Before The Worm. Il est crédité en tant que guitariste principal sur sept albums d'Alice Cooper, notamment Billion Dollar Babies. Cependant, il n'est pas invité à jouer sur Muscle of Love de 1973 et n'apparaît pas, bien qu'il soit crédité en raison des préoccupations de la direction concernant l'image du groupe par les fans. Selon le batteur Neal Smith, son absence est due aux «problèmes que Glen a avec les démons du rock and roll à ce moment-là ... vraiment, Glen n'a pas vraiment joué sur le dernier album, Muscle of Love. Par la suite, les albums ont dû être publiés tels quels». Le groupe cherche d'autres guitaristes pour le remplacer, notamment Dick Wagner et son collègue Steve Hunter, qui ont joué auparavant avec Lou Reed sur les albums Berlin, Rock 'n' Roll Animal et Lou Reed Live et que l'on retrouvent éventuellement sur le premier album solo de Peter Gabriel.  
Dans une interview avec Marc Maron, d'après Alice Cooper ; «Glen a fini par être l'un des meilleurs guitaristes rock de tous les temps, il a créé School's Out, il a créé tous ces trucs. Il est le seul à avoir pu jouer avec Syd Barrett, en dehors des musiciens de Pink Floyd eux-mêmes.» Dans une interview intime, Cooper a déclaré: «Glen n'était pas un compositeur, il écrivait des riffs, ils apparaissaient sur l'album, et même de grands guitaristes disaient: Quelle est cette ligne? C'est tellement bizarre, mais c'est accrocheur. Michael Bruce était beaucoup plus impliqué dans la structure des accords, donc Glen était toujours notre cerise sur le gâteau».

### L'après Alice Cooper
Sa fille Brittany Heather est née de (Djiin) Virginia Ruffner et lui en 1970. Tout au long de la fin des années 1970 et 1980, Buxton maintient un profil bas, en jouant seulement des concerts occasionnels avec des groupes comme "Shrapnel" et "Virgin". Dans les années 1990, Buxton vit à Clarion Iowa, avec des artistes locaux. En 1994, Buxton fonde le groupe Buxton Flynn avec son ami de longue date, Michael Flynn. En 1997, Glen et les autres musiciens du défunt groupe qui ont accompagné Alice Cooper, jouent sur l'album du groupe "The Ant Bee" intitulé Lunar Muzik. On y retrouve donc  Michael Bruce, Dennis Dunaway, Neal Smith, ainsi que le guitariste et chanteur Daevid Allen du groupe Gong ainsi que le claviériste Don Preston, connu pour avoir joué avec Frank Zappa.

### Décès
Quelques semaines avant son 50e anniversaire, il est décédé des suites d'une pneumonie dans un hôpital de Mason City, dans l'Iowa. Il avait récemment passé du temps avec ses vieux camarades Michael Bruce et Neal Smith. Buxton est enterré dans le cimetière Evergreen à Clarion, Iowa. 

## Discographie
Alice Cooper
- 1969 - Pretties for You
- 1970 - Easy Action
- 1971 - Love It to Death
- 1971 - Killer
- 1972 - School's Out
- 1973 - Billion Dollar Babies
- 1973 - Muscle of Love
- 1996 - 1969 Live at the Whisky A Go-Go

Ant Bee
- Lunar Muzik (1997) - Avec Michael Bruce, Dennis Dunaway, Neal Smith, Daevid Allen, Don Preston, etc.